# Schizonycha rugosa
Schizonycha rugosa är en skalbaggsart som beskrevs av Brenske 1898. Schizonycha rugosa ingår i släktet Schizonycha och familjen Melolonthidae. Inga underarter finns listade i Catalogue of Life.